# Troussencourt
Troussencourt est une commune française située dans le département de l'Oise, en région Hauts-de-France.
Ses habitants sont appelés les Troussencourtois et les Troussencourtoises.

## Géographie

### Localisation
Troussencourt est un village rural picard aisément accessible par l'autoroute A16 et les anciennes routes nationales RN 1 (actuelle RD 1001) et RN 30 (actuelle RD 930).
Il est situé à 25 km au nord-est de Beauvais, 24 km à l'ouest de Montdidier et 32 km au sud d'Amiens.

### Communes limitrophes
| Hardivillers         |               | Breteuil       |
|                      | Troussencourt | Vendeuil-Caply |
| Maisoncelle-Tuilerie | Sainte-Eusoye |                |

### Hydrographie
La commune est située dans le bassin Artois-Picardie. Elle n'est drainée par aucun cours d'eau.

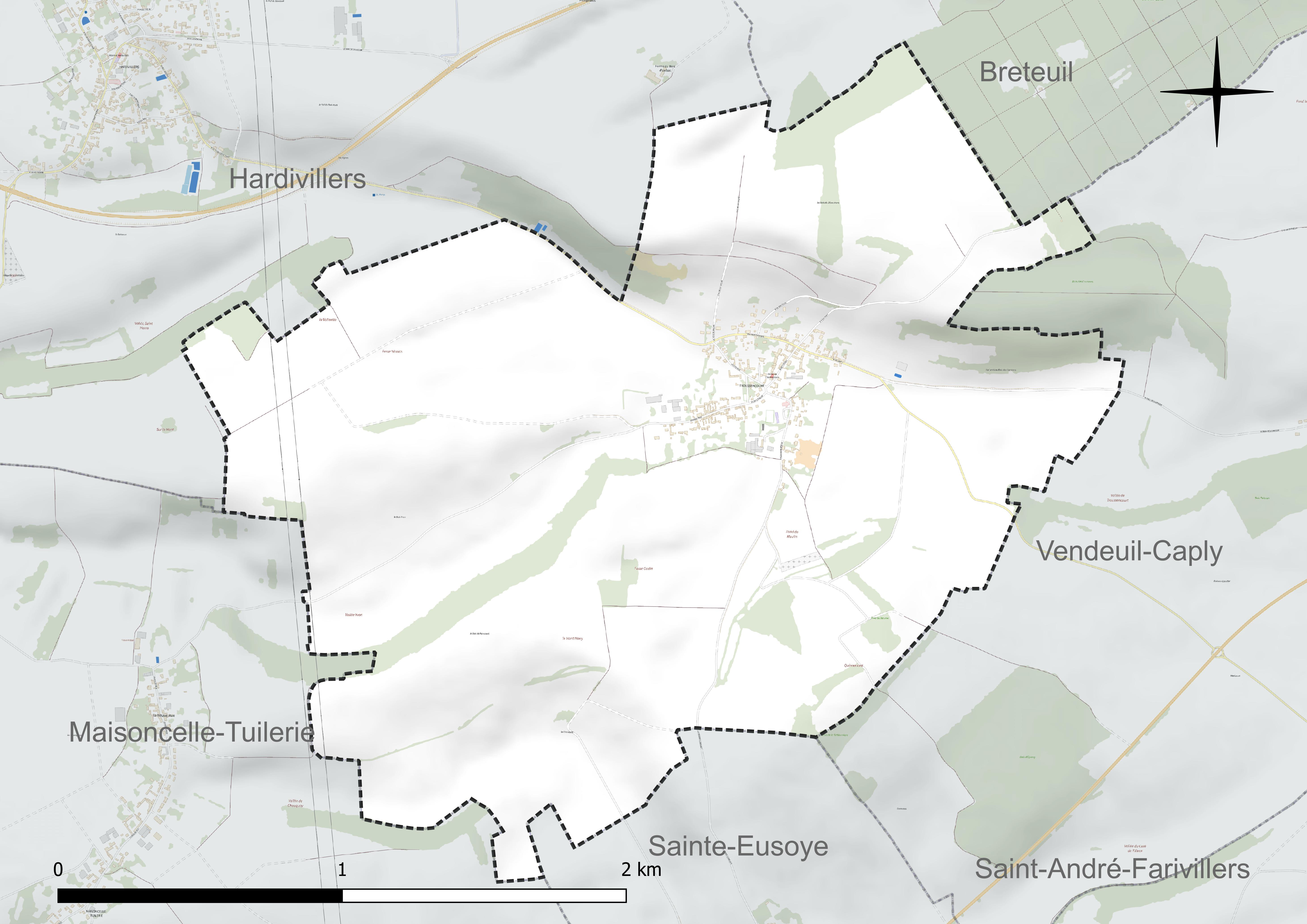
Réseau hydrographique de Troussencourt.

### Climat
Pour des articles plus généraux, voir Climat des Hauts-de-France et Climat de l'Oise.
En 2010, le climat de la commune est de type climat océanique dégradé des plaines du Centre et du Nord, selon une étude du CNRS s'appuyant sur une série de données couvrant la période 1971-2000. En 2020, Météo-France publie une typologie des climats de la France métropolitaine dans laquelle la commune est exposée à un climat océanique et est dans la région climatique  Nord-est du bassin Parisien, caractérisée par un ensoleillement médiocre, une pluviométrie moyenne régulièrement répartie au cours de l'année et un hiver froid (3 °C). 
Pour la période 1971-2000, la température annuelle moyenne est de 10,2 °C, avec une amplitude thermique annuelle de 14,1 °C. Le cumul annuel moyen de précipitations est de 682 mm, avec 11,3 jours de précipitations en janvier et 8,1 jours en juillet. Pour la période 1991-2020, la température moyenne annuelle observée sur la station météorologique la plus proche, située sur la commune de Rouvroy-les-Merles à 9 km à vol d'oiseau, est de 10,7 °C et le cumul annuel moyen de précipitations est de 647,9 mm,. Pour l'avenir, les paramètres climatiques de la commune estimés pour 2050 selon différents scénarios d'émission de gaz à effet de serre sont consultables sur un site dédié publié par Météo-France en novembre 2022.

## Urbanisme

### Typologie
Au 1er janvier 2024, Troussencourt est catégorisée commune rurale à habitat dispersé, selon la nouvelle grille communale de densité à sept niveaux définie par l'Insee en 2022.
Elle est située hors unité urbaine. Par ailleurs la commune fait partie de l'aire d'attraction de Beauvais, dont elle est une commune de la couronne,. Cette aire, qui regroupe 162 communes, est catégorisée dans les aires de 50 000 à moins de 200 000 habitants,.

### Occupation des sols
L'occupation des sols de la commune, telle qu'elle ressort de la base de données européenne d'occupation biophysique des sols Corine Land Cover (CLC), est marquée par l'importance des territoires agricoles (90,3 % en 2018), en augmentation par rapport à 1990 (88,9 %). La répartition détaillée en 2018 est la suivante : 
terres arables (85,8 %), zones urbanisées (6,5 %), zones agricoles hétérogènes (4,5 %), forêts (3,2 %). L'évolution de l'occupation des sols de la commune et de ses infrastructures peut être observée sur les différentes représentations cartographiques du territoire : la carte de Cassini (XVIIIe siècle), la carte d'état-major (1820-1866) et les cartes ou photos aériennes de l'IGN pour la période actuelle (1950 à aujourd'hui).

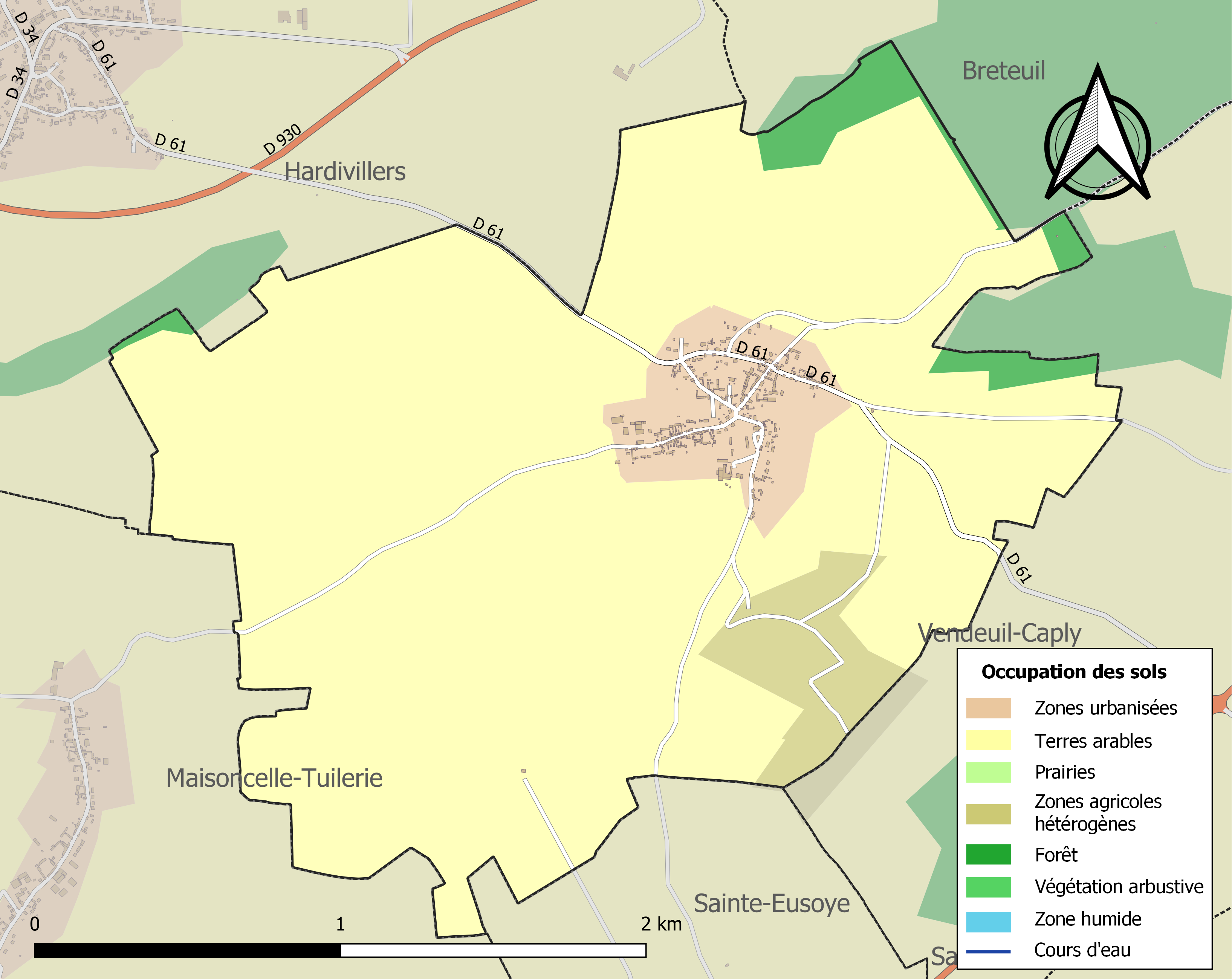
Carte des infrastructures et de l'occupation des sols de la commune en 2018 (CLC).

### Voies de communication et transports
La commune est desservie, en 2023, par les lignes 6114, 6122 et 6140 du réseau interurbain de l'Oise.

## Toponymie
Le nom de la localité est attesté sous les formes Trossium curtis (1110) ; Trossium Sorens (1110) ; villa dicta de Troscioncurtis (XIIe) ; Troissencort (1175) ; « terra de Sorens juxta castrum Britulii » (1187) ; Trissonis curtis (1230) ; Trassenicurtis (1275) ; Troussencuria (1290) ; Troissencurt (XIIIe) ; Troissencourt (1485) ; Troussencourt (1511) ; Troussancourt (1575) ; Tressencourt (1585) ; Troussencour (1667).

## Politique et administration

### Rattachements administratifs et électoraux
La commune se trouve dans l'arrondissement de Clermont du département de l'Oise. Pour l'élection des députés, elle fait partie de la première circonscription de l'Oise.
Elle faisait partie depuis 1793 du canton de Breteuil. Dans le cadre du redécoupage cantonal de 2014 en France, la commune rejoint le canton de Saint-Just-en-Chaussée.

### Intercommunalité
La commune faisait partie de la communauté de communes des Vallées de la Brèche et de la Noye créée fin 1992.
Dans le cadre des dispositions de la loi portant nouvelle organisation territoriale de la République (Loi NOTRe) du 7 août 2015, qui prévoit que les établissements publics de coopération intercommunale (EPCI) à fiscalité propre doivent avoir un minimum de 15 000 habitants, le préfet de l'Oise a publié en octobre 2015 un projet de nouveau schéma départemental de coopération intercommunale, qui prévoit la fusion de plusieurs intercommunalités, et notamment celle de Crèvecœur-le-Grand (CCC) et celle des Vallées de la Brèche et de la Noye (CCVBN), soit une intercommunalité de 61 communes pour une population totale de 27 196 habitants.
Après avis favorable de la majorité des conseils communautaires et municipaux concernés, cette intercommunalité dénommée communauté de communes de l'Oise picarde et dont la commune est désormais membre, est créée au 1er janvier 2017.

### Liste des maires
| Période                                  | Période                       | Identité                                  | Étiquette            | Qualité                                                     |
| ---------------------------------------- | ----------------------------- | ----------------------------------------- | -------------------- | ----------------------------------------------------------- |
| Les données manquantes sont à compléter. |                               |                                           |                      |                                                             |
| 1821                                     | 1830                          | Vicomte César Gabriel de Guillebon        | Légitimiste          | Propriétaire                                                |
| 1830                                     | 1839                          | Jean-François Félix Gueudet               | Libéral (Orléaniste) |                                                             |
| 1840                                     | 1847                          | Vicomte César Gabriel de Guillebon        | Légitimiste          | Propriétaire                                                |
| 1848                                     | 1854                          | Jean-François Félix Gueudet               | Libéral (Orléaniste) |                                                             |
| 1854                                     | 1895                          | Vicomte Charles César Hector de Guillebon | Légitimiste          | Propriétaire, Juriste                                       |
| 1895                                     | 1896                          | Henri Desesquelles                        | Légitimiste          |                                                             |
| 1897                                     | 1908                          | Eugène Dobigny                            | Radical-Socialiste   |                                                             |
| 1908                                     | 1918                          | Odèle Gueudet                             | Libéral              |                                                             |
| Les données manquantes sont à compléter. |                               |                                           |                      |                                                             |
| mars 2001                                | En cours (au 22 janvier 2020) | Jean-Pierre Postel                        |                      | retraité- agent de maitrise Réélu pour le mandat 2014-2020, |

## Population et société

### Démographie

#### Évolution démographique
L'évolution du nombre d'habitants est connue à travers les recensements de la population effectués dans la commune depuis 1793. Pour les communes de moins de 10 000 habitants, une enquête de recensement portant sur toute la population est réalisée tous les cinq ans, les populations de référence des années intermédiaires étant quant à elles estimées par interpolation ou extrapolation. Pour la commune, le premier recensement exhaustif entrant dans le cadre du nouveau dispositif a été réalisé en 2007.

En 2022, la commune comptait 316 habitants, en évolution de −6,78 % par rapport à 2016 (Oise : +0,87 %, France hors Mayotte : +2,11 %).
| 1793 | 1800 | 1806 | 1821 | 1831 | 1836 | 1841 | 1846 | 1851 |
| ---- | ---- | ---- | ---- | ---- | ---- | ---- | ---- | ---- |
| 620  | 513  | 724  | 646  | 701  | 699  | 703  | 691  | 685  |

| 1856 | 1861 | 1866 | 1872 | 1876 | 1881 | 1886 | 1891 | 1896 |
| ---- | ---- | ---- | ---- | ---- | ---- | ---- | ---- | ---- |
| 623  | 605  | 605  | 564  | 526  | 502  | 520  | 449  | 423  |

| 1901 | 1906 | 1911 | 1921 | 1926 | 1931 | 1936 | 1946 | 1954 |
| ---- | ---- | ---- | ---- | ---- | ---- | ---- | ---- | ---- |
| 422  | 381  | 402  | 308  | 328  | 283  | 269  | 240  | 241  |

| 1962 | 1968 | 1975 | 1982 | 1990 | 1999 | 2006 | 2007 | 2012 |
| ---- | ---- | ---- | ---- | ---- | ---- | ---- | ---- | ---- |
| 230  | 253  | 217  | 224  | 237  | 282  | 326  | 332  | 351  |

| 2017 | 2022 | - | - | - | - | - | - | - |
| ---- | ---- | - | - | - | - | - | - | - |
| 332  | 316  | - | - | - | - | - | - | - |

#### Pyramide des âges
La population de la commune est relativement jeune.
En 2018, le taux de personnes d'un âge inférieur à 30 ans s'élève à 36,2 %, soit en dessous de la moyenne départementale (37,3 %). À l'inverse, le taux de personnes d'âge supérieur à 60 ans est de 19,2 % la même année, alors qu'il est de 22,8 % au niveau départemental.
En 2018, la commune comptait 163 hommes pour 165 femmes, soit un taux de 50,3 % de femmes, légèrement inférieur au taux départemental (51,11 %).
Les pyramides des âges de la commune et du département s'établissent comme suit.
| Hommes | Classe d’âge | Femmes |
| ------ | ------------ | ------ |
| 0,0    | 90 ou +      | 0,6    |
| 3,7    | 75-89 ans    | 5,0    |
| 15,5   | 60-74 ans    | 13,4   |
| 28,0   | 45-59 ans    | 23,6   |
| 16,9   | 30-44 ans    | 20,8   |
| 16,8   | 15-29 ans    | 17,2   |
| 19,1   | 0-14 ans     | 19,4   |

| Hommes | Classe d’âge | Femmes |
| ------ | ------------ | ------ |
| 0,5    | 90 ou +      | 1,4    |
| 5,5    | 75-89 ans    | 7,6    |
| 15,6   | 60-74 ans    | 16,3   |
| 20,8   | 45-59 ans    | 20     |
| 19,4   | 30-44 ans    | 19,4   |
| 17,6   | 15-29 ans    | 16,2   |
| 20,6   | 0-14 ans     | 19,1   |

### Enseignement
Les enfants du village sont scolarisés dans le cadre du regroupement pédagogique organisé depuis plusieurs dizaines d'années par les communes d'Hardivillers, Troussencourt et Maisoncelle-Tuilerie, et qui accueille une centaine d'élèves en 2016-2017.

## Culture locale et patrimoine

### Lieux et monuments
- Par la photographie aérienne, l'archéologue Roger Agache a révélé au lieu cadastré « le Blanc Mont » l'emplacement d'ateliers néolithiques d'extraction et de taille du silex[30].
- Église Saint-Lucien : le chœur (XVIe siècle) est polygonal et possède des voûtes à nervures. La nef et le clocher datent de 1765[31].
- Château
- Calvaire, à l'angle de la Petite-Rue et de la voie Blanche.
- Croix, près de l'église Saint-Lucien.
- Monument aux morts, rue Roger-Mention.

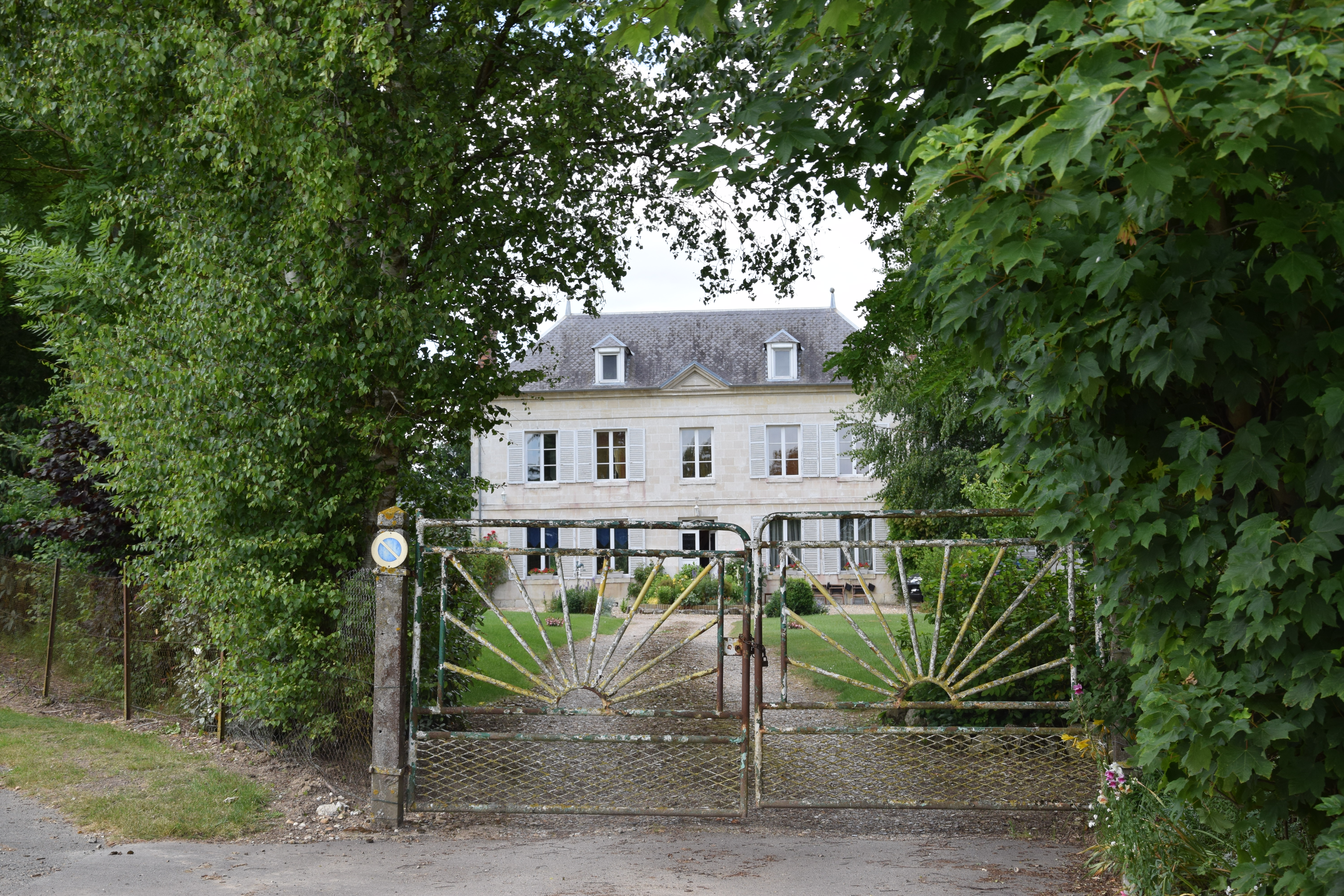
Le château.
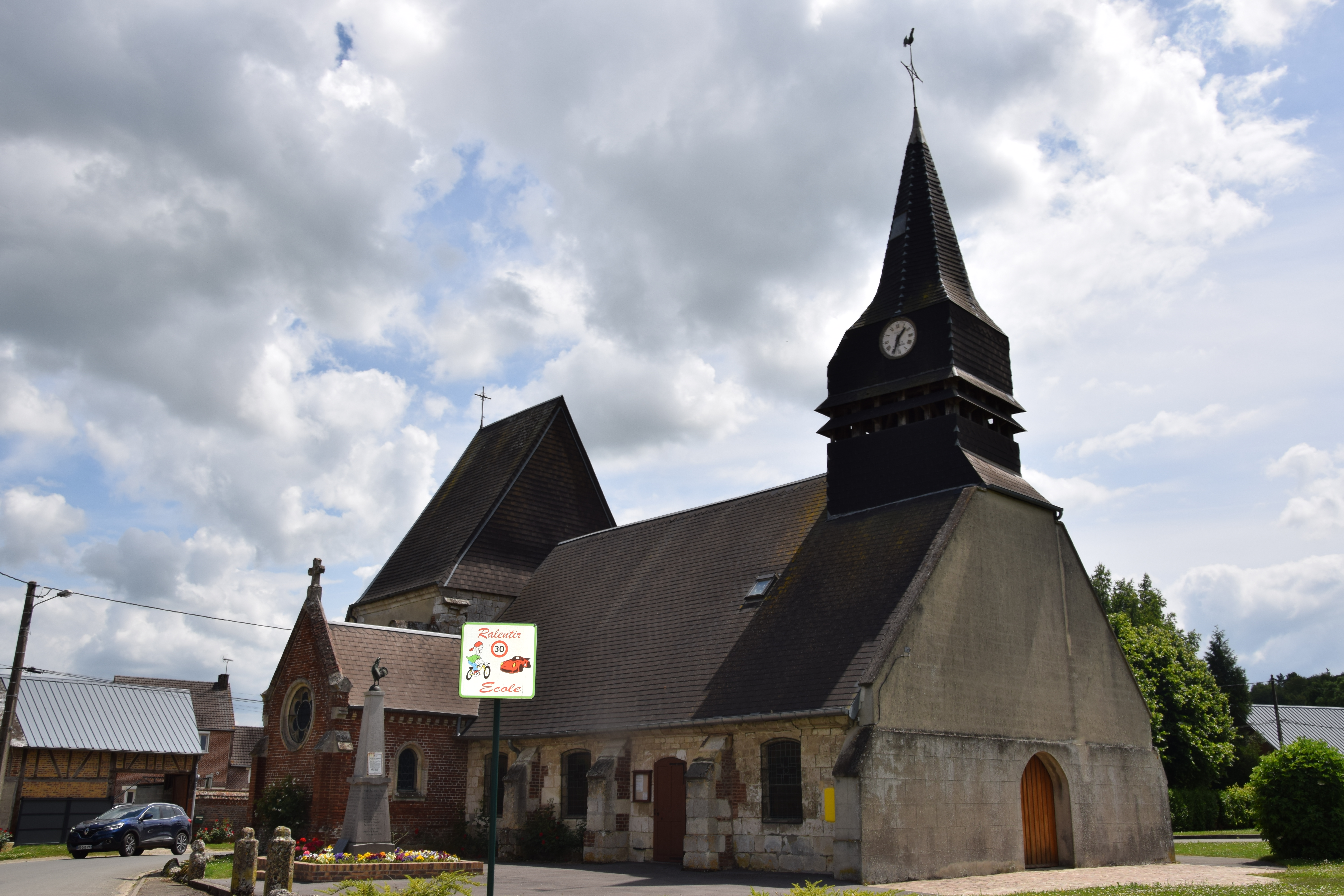
L'église Saint -Lucien.

### Personnalités liées à la commune
- Alain Boiret, écrivain[32].

- Famille Gueudet

### Héraldique
| Blason de Troussencourt | Blason  | Trois jumelles; un franc-quartier senestre chargé de trois étoiles de six rais |
| Blason de Troussencourt | Détails | Le statut officiel du blason reste à déterminer.                               |